# Juventudes Leonesistas
Juventudes Leonesistas (en leonés: Mocedá Llionesista), es el nombre por el que se conoce a la organización política juvenil adscrita a Unión del Pueblo Leonés cuyo nombre oficial es UPL Juventudes Leonesistas.

## Historia
Durante el proceso de formación de la comunidad autónoma de Castilla y León durante la Transición Española, se crean en León varias organizaciones políticas, tanto de partidos, como de agrupaciones, asociaciones y formaciones juveniles en torno a la ideología leonesista. Varias de estas organizaciones participarían en la masiva movilización de 90.000 personas que se manifestaron el 4 de mayo de 1984 para pedir la separación de la Región leonesa de Castilla y León amparándose en el artículo 2 de la Constitución Española.
Durante un tiempo, la organización política juvenil afín a Unión del Pueblo Leonés fue Conceyu Xoven, que existió desde 1993, aunque en 2010 dejó de tener relación con UPL a raíz de varios escándalos que surgieron a su alrededor por la conocida como Llionpedia.
A comienzos de 2014 se forman las Juventudes Leonesistas. Pero no es hasta abril de 2022 cuando se celebra el I Congreso General de las nuevas UPL Juventudes Leonesistas, em el que se aprueban unos nuevos estatutos adaptados a los nuevos tiempos y se elige un nuevo comité ejecutivo que tiene una estructura de presidencia, vicepresidencia, tesorería y 7 secretarías sectoriales.
En las elecciones a las Cortes de Castilla y León de 2019, un miembro de Juventudes Leonesistas, Cristian Peláez, que a su vez es concejal de Valverde de la Virgen, acudió en la candidatura de UPL en el décimo puesto de la lista por la circunscripción de León, no obteniendo escaño.
En las elecciones de 2022 fueron dos los miembros de las Juventudes Leonesistas los que formaron parte de la candidatura de UPL en la circunscripción de la provincia de León, Raúl Barrientos Antón, presidente de la formación como n.º 10 y Cristian Peláez como suplente.
Además en la circunscripción de Zamora Iván Diez García, miembro de UPL Juventudes Leonesistas también acudió en las listas de esta provincia.
 El partido obtuvo 3 procuradores en esta ocasión.